# 조련사

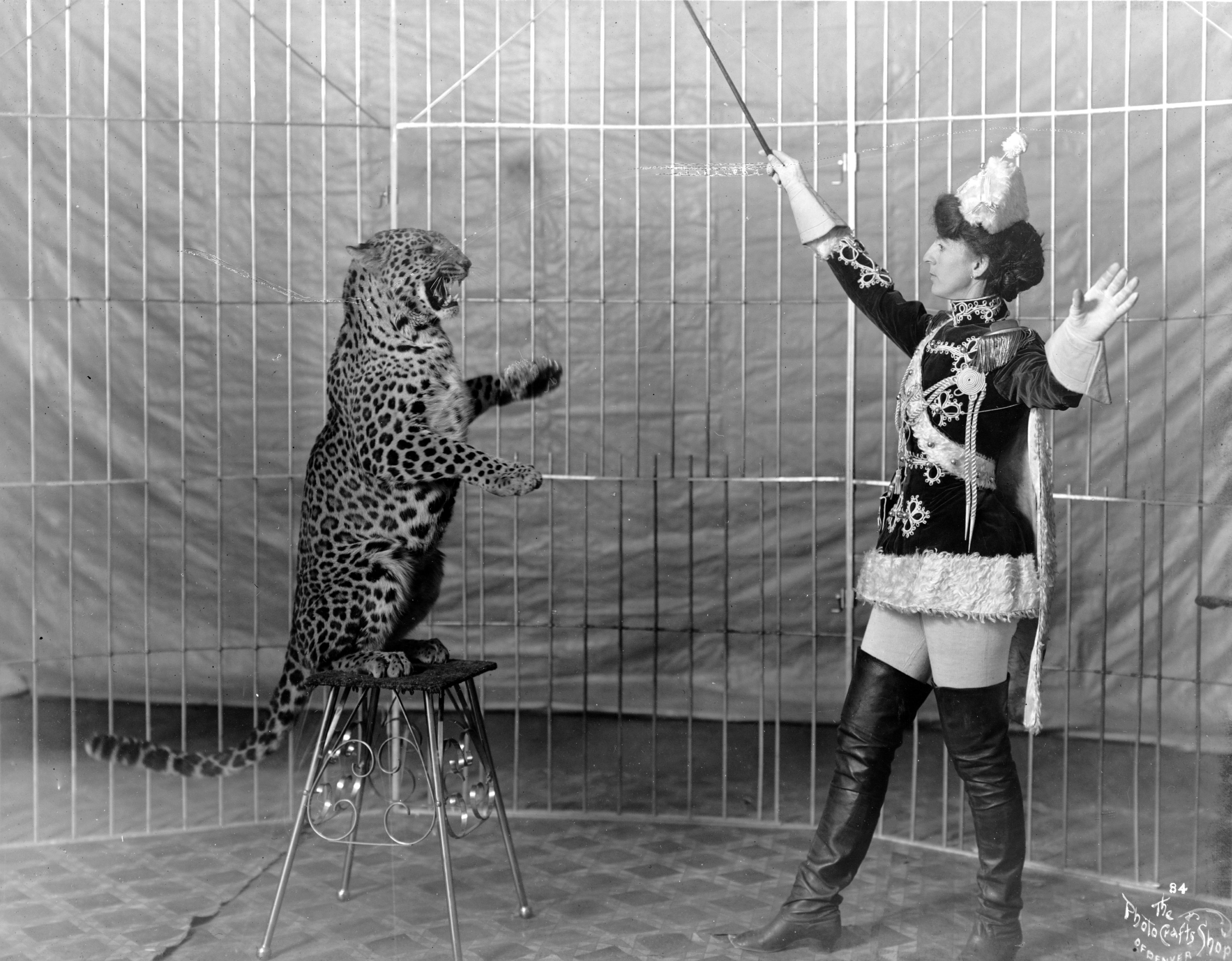
20세기 초

조련사(調鍊師)는 동물에게 재주를 가르치는 직업이다. 이러한 직업의 행위는 조련 또는 동물 훈련으로 부른다.
동물 훈련은 특정 조건이나 자극에 대한 특정 반응을 동물에게 가르치는 행위이다. 훈련은 교제, 탐지, 보호 및 오락과 같은 목적을 위한 것일 수 있다. 동물이 받는 훈련 유형은 사용되는 훈련 방법과 동물 훈련 목적에 따라 다르다. 예를 들어, 맹인견은 서커스에서 야생 동물과 다른 목표를 달성하도록 훈련된다.
일부 국가에는 동물 조련사 인증 기관이 있다. 일관된 목표나 요구 사항을 공유하지 않는다. 이들은 누군가가 동물 조련사로 일하거나 직함을 사용하는 것을 막지 않는다. 마찬가지로 미국은 동물 조련사에게 특정 자격증을 요구하지 않는다. 동물 조련사는 동물의 자연스러운 행동을 고려하고 보상과 처벌의 기본 시스템을 통해 행동을 수정하는 것을 목표로 해야 한다.

## 같이 보기
- 사육사